# 北海道道280号妹背牛停車場線
北海道道280号妹背牛停車場線（ほっかいどうどう280ごう もせうしていしゃじょうせん）は、北海道雨竜郡妹背牛町内を結ぶ一般道道（北海道道）である。

## 概要

### 路線データ
- 起点：北海道雨竜郡妹背牛町字妹背牛（JR北海道 函館本線 妹背牛駅）
- 終点：北海道雨竜郡妹背牛町字妹背牛（北海道道47号深川雨竜線・北海道道94号増毛稲田線交点）
- 路線延長：0.4 km（総延長）

## 歴史
- 1957年（昭和32年）7月25日 - 227号として路線認定[1]。
- 1994年（平成6年）10月1日 - 路線番号を280号に変更[2]。

この路線の前身は、1947年（昭和22年）8月25日に認定された準地方費道162号増毛港妹背牛停車場線の一部である。

## 地理

### 通過する自治体
- 空知総合振興局
  - 雨竜郡妹背牛町

### 交差する道路
妹背牛町
- 北海道道47号深川雨竜線 - 妹背牛（終点）
- 北海道道94号増毛稲田線 - 妹背牛（終点）

### 沿線にある施設など
妹背牛町
- JR北海道 函館本線 妹背牛駅 - 字妹背牛
- 妹背牛郵便局 - 字妹背牛419-2